# Marktl
Marktl, vaak onofficieel Marktl am Inn genoemd, is een gemeente in de Duitse deelstaat Beieren, gelegen in het Landkreis Altötting dicht in de buurt van het Oostenrijkse Braunau am Inn. Het dorp telt 2802 inwoners (31-12-2021) en heeft de status van Markt.
Marktl am Inn is vooral bekend doordat het de geboorteplaats is van Paus Benedictus XVI. 

## Geboren in Marktl
- Paus Benedictus XVI (1927-2022), geboren als Joseph Ratzinger

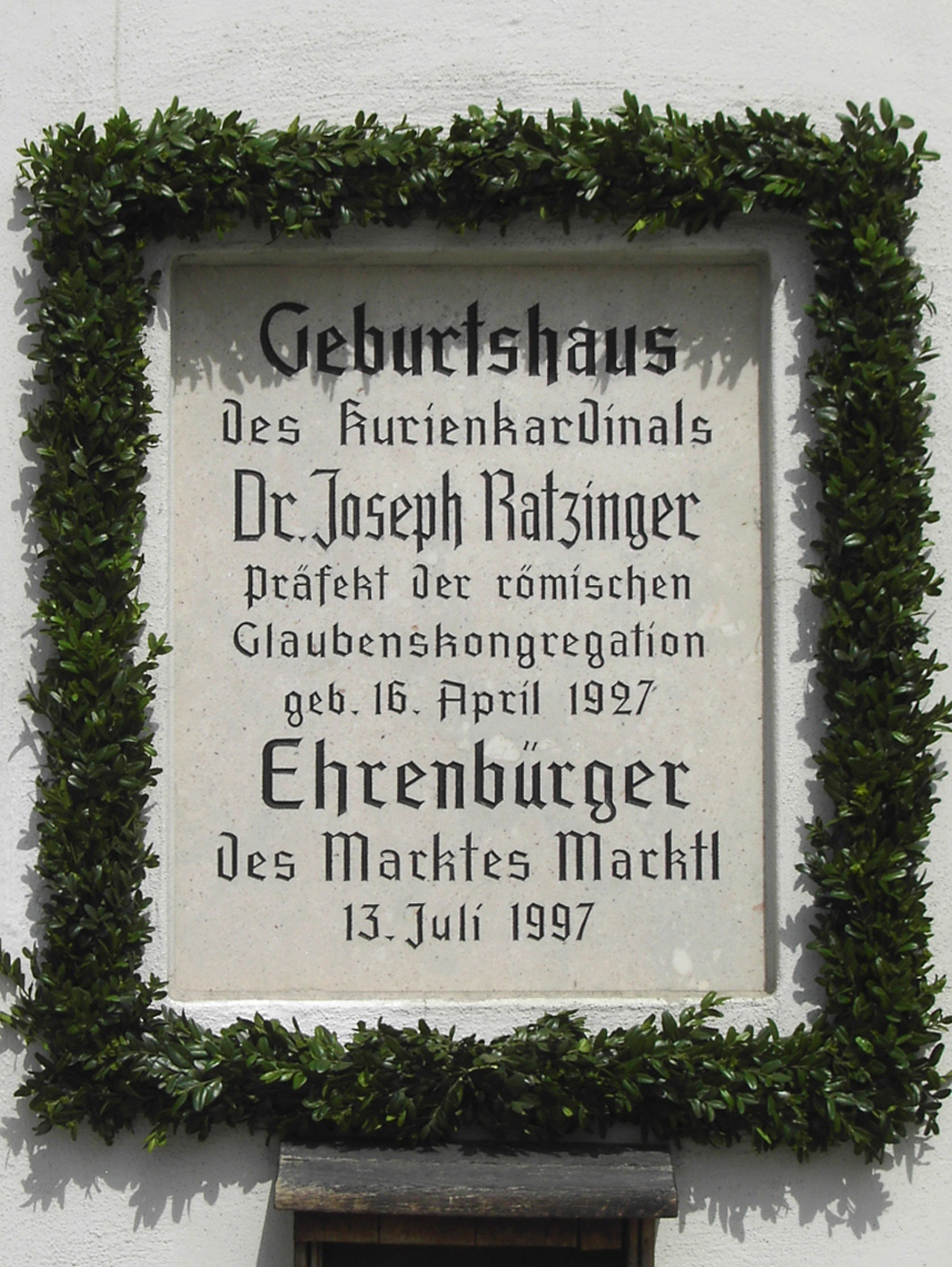
Bord op het geboortehuis van Benedictus XVI
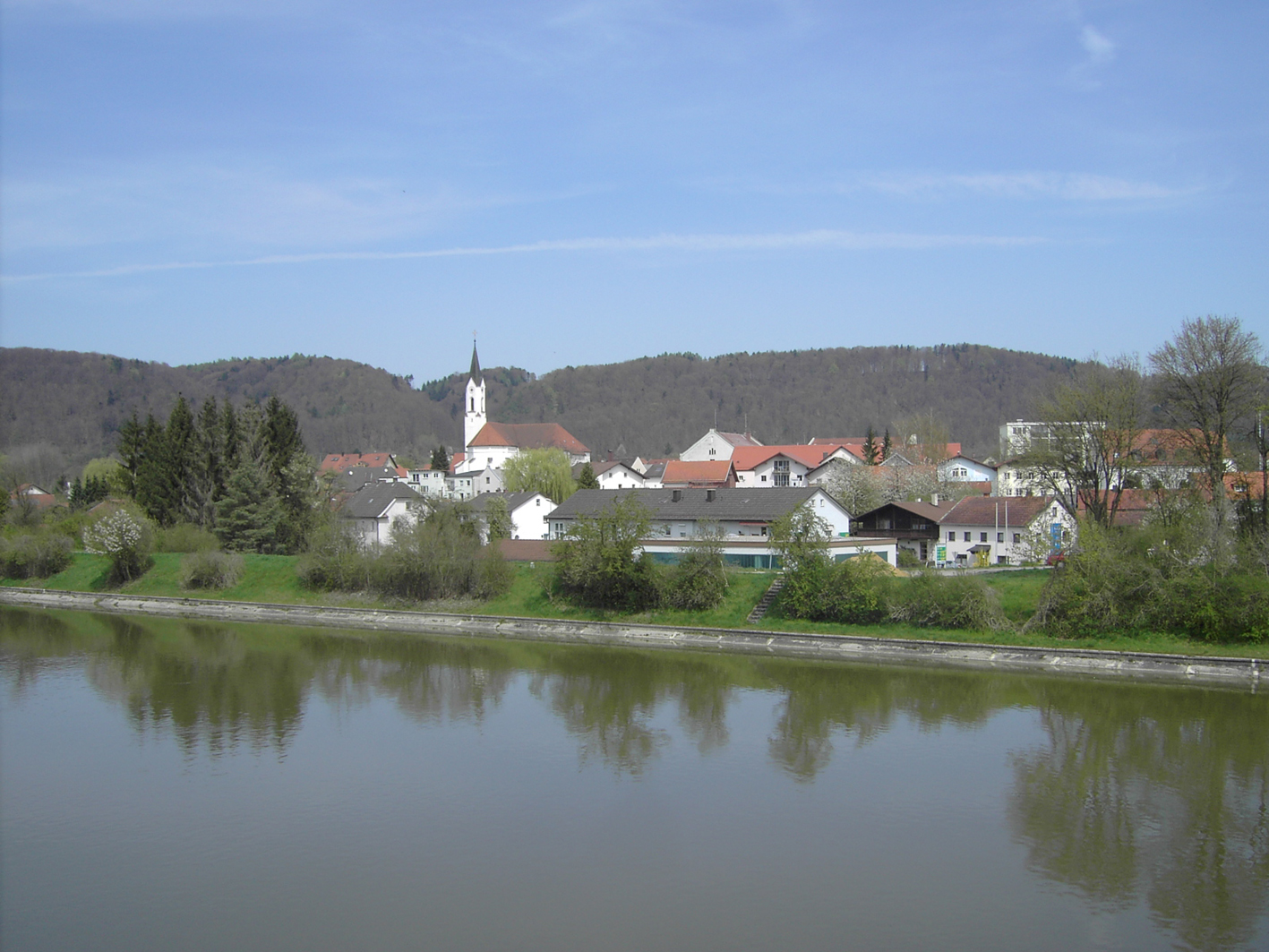
Marktl am Inn

Altötting ·
Burghausen ·
Burgkirchen an der Alz ·
Emmerting ·
Erlbach ·
Feichten an der Alz ·
Garching an der Alz ·
Haiming ·
Halsbach ·
Kastl ·
Kirchweidach ·
Marktl ·
Mehring ·
Neuötting ·
Perach ·
Pleiskirchen ·
Reischach ·
Stammham ·
Teising ·
Töging am Inn ·
Tüßling ·
Tyrlaching ·
Unterneukirchen ·
Winhöring